# Gracija (ime)
Gracija je žensko osebno ime.

## Izvor imena
Gracija je ime latinskega izvora, ki je nastalo iz latinske besede gratia v pomenu »milina, ljubkost« tudi »priljubljenost, naklonjenost, uslužnost«.

## Različice imena
- ženske oblike imena: Gracia, Graciana, Gracijana, Graciela, Gracijela, Gracjela.
- Graciji sorodna slovenska imena glede na pomen so: Ljuba, Ljubica, Miloslava, Milena
- moške oblike imena: Graciano, Gracijan, Gracijano, Gracjano

## Tujejezikovne oblike imena
- pri Angležih in Norvežanih: Grace
- pri Francozih: Grâce
- pri Italijanih: Grazia, Graziana, Graziella, Grazietta, Grazina
- pri Madžarih in Špancih: Gracia
- pri Poljakih: Gracja, Gracjana

## Pogostost imena
Po podatkih Statističnega urada Republike Slovenije je bilo na dan 31. decembra 2007 v Sloveniji število ženskih oseb z imenom Gracija: 6.

## Osebni praznik
V koledarju je ime Gracija zapisano 21. avgusta (Gracija, mučenka iz Španije, † 18. dec. 1180) in 18. decembra (Gracijan, škof, † 18. dec. 303).

## Zanimivost
- V rimski mitologiji so Gracije »boginje ljubezni, miline in veselega življenja«, ki ji v grški ustrezajo Harite
- Po latinski besedi gratia imamo sprejeto besedo gracija v pomenu »skladnost; lahkotnost, zlasti v gibih, v drži«.[4]

## Znane osebe
Najbolj znana Gracija je bila filmska igralka Grace Kelly